# 无毛肿足蕨
无毛肿足蕨（学名：Hypodematium glabrum）为肿足蕨科肿足蕨属下的一个种。

## 扩展阅读
- 維基物種上的相關：无毛肿足蕨